# Transhimalaya
Il Transhimalaya, noto anche come monti Gangdise - Nyenchen Tanglha, è un'imponente catena montuosa dell'Asia centrale di oltre 1600 km di lunghezza che si estende parallelamente, con direzione ovest-est, alla catena principale dell'Himalaya. Situata a nord del fiume Yarlung Tsangpo, all'estremità meridionale dell'altopiano tibetano, il Transhimalaya è costituito dai monti Gagdise, a ovest, e dai monti Nyenchen Tanglha, a est. Il primo occidentale ad essere giunto nella regione fu l'esploratore svedese Sven Hedin e per questo motivo la catena montuosa, talvolta, viene indicata anche come monti Hedin in suo onore.
La vetta più elevata della catena è il Nyenchen Tanglha (7162 m), ma la cima più famosa è senza dubbio il monte Kailash (6638 m), una montagna sacra che è l'unica grande vetta del mondo a non essere ancora stata scalata per rispetto della tradizione religiosa che l'avvolge.
A volte con l'espressione Transhimalaya viene indicata l'intera regione del Tibet situata sul lato opposto dell'Himalaya.